# Michal Bořánek
Michal "Gipsn" Bořánek (* 6. červen 2000, Praha) je český orientační běžec. Jeho největším úspěchem je stříbrná medaile ze sprintu na mistrovství Evropy dorostu 2016 v Polsku. Je odchovancem moravského klubu SK SKI-OB Šternberk, v sezóně 2018 byl členem SK Severka Šumperk, poté přestoupil do USK Praha. V roce 2019 absolvoval Gymnázium Nad Štolou, nyní studuje na České zemědělské univerzitě a jeho aktuální bydliště je v Praze-Řepích.

## Sportovní kariéra
| Přehled úspěchů na Mistrovství Evropy dorostu | Přehled úspěchů na Mistrovství Evropy dorostu | Přehled úspěchů na Mistrovství Evropy dorostu | Přehled úspěchů na Mistrovství Evropy dorostu | Přehled úspěchů na Mistrovství Evropy dorostu |
| Mistrovství Evropy dorostu                    | Sprint                                        | Long                                          | Štafety                                       |                                               |
| --------------------------------------------- | --------------------------------------------- | --------------------------------------------- | --------------------------------------------- | --------------------------------------------- |
| Cluj 2015                                     | 13. místo                                     | 27. místo                                     | X                                             |                                               |
| Jaroslaw 2016                                 | 2. místo                                      | 12. místo                                     | 9. místo                                      |                                               |

| Umístění na Mistrovství České republiky v orientačním běhu | Umístění na Mistrovství České republiky v orientačním běhu | Umístění na Mistrovství České republiky v orientačním běhu | Umístění na Mistrovství České republiky v orientačním běhu | Umístění na Mistrovství České republiky v orientačním běhu | Umístění na Mistrovství České republiky v orientačním běhu | Umístění na Mistrovství České republiky v orientačním běhu | Umístění na Mistrovství České republiky v orientačním běhu | Umístění na Mistrovství České republiky v orientačním běhu | Umístění na Mistrovství České republiky v orientačním běhu | Umístění na Mistrovství České republiky v orientačním běhu | Umístění na Mistrovství České republiky v orientačním běhu |
| Ročník                                                     | Kategorie                                                  | Klasická                                                   | Krátká                                                     | Sprint                                                     | Noční                                                      | Ranking                                                    | Členství v klubu                                           | Štafety                                                    | Kluby                                                      | Sprint. štafety                                            |                                                            |
| ---------------------------------------------------------- | ---------------------------------------------------------- | ---------------------------------------------------------- | ---------------------------------------------------------- | ---------------------------------------------------------- | ---------------------------------------------------------- | ---------------------------------------------------------- | ---------------------------------------------------------- | ---------------------------------------------------------- | ---------------------------------------------------------- | ---------------------------------------------------------- | ---------------------------------------------------------- |
| MČR 2014                                                   | H16 – mladší dorostenci                                    |                                                            | 24. místo                                                  |                                                            | 28. místo                                                  |                                                            | SK SKI-OB Šternberk                                        |                                                            |                                                            |                                                            |                                                            |
| MČR 2015                                                   | H16 – mladší dorostenci                                    | 17. místo                                                  | 7. místo                                                   | 2. místo                                                   |                                                            | 721. místo                                                 | SK SKI-OB Šternberk                                        | 6. místo                                                   |                                                            |                                                            |                                                            |
| MČR 2016                                                   | H16 – mladší dorostenci                                    | 2. místo                                                   | 1. místo                                                   | 1. místo                                                   | 4. místo                                                   | 424. místo                                                 | SK SKI-OB Šternberk                                        | 4. místo                                                   |                                                            | 17. místo                                                  |                                                            |
| MČR 2017                                                   | H18 – starší dorostenci                                    |                                                            | 11. místo                                                  |                                                            |                                                            | 147. místo                                                 | SK SKI-OB Šternberk                                        |                                                            |                                                            |                                                            |                                                            |
| MČR 2018                                                   | H18 – starší dorostenci                                    | 1. místo                                                   | 3. místo                                                   |                                                            | 1. místo                                                   | 94. místo                                                  | SK Severka Šumperk                                         |                                                            |                                                            |                                                            |                                                            |
| MČR 2019                                                   | H20 – junioři                                              | 9. místo                                                   | 20. místo                                                  |                                                            | 9. místo                                                   | 278. místo                                                 | USK Praha                                                  |                                                            |                                                            |                                                            |                                                            |
| MČR 2020                                                   | H20 – junioři                                              |                                                            |                                                            |                                                            |                                                            | 294. místo                                                 | USK Praha                                                  |                                                            |                                                            |                                                            |                                                            |
| MČR 2021                                                   | H21 – muži                                                 |                                                            | 54. místo                                                  |                                                            |                                                            |                                                            | USK Praha                                                  |                                                            |                                                            |                                                            |                                                            |